# Karim Leklou
Karim Leklou est un acteur français, né le 20 juin 1982 à Sèvres (Hauts-de-Seine).
Il remporte en 2025 le César du meilleur acteur pour Le Roman de Jim.

## Biographie
Karim Leklou naît le 20 juin 1982 à Sèvres, dans les Hauts-de-Seine. Il est le fils d’un père venu d’Algérie, magasinier chez un fabricant de machines-outils, et d’une mère bretonne, réceptionniste ; il grandit dans le département des Yvelines à Saint-Cyr-l'École.
Amateur de cinéma dans son enfance, il a son premier « choc » en voyant, à l'âge de dix ans, Do the Right Thing de Spike Lee. Par la suite, tout en effectuant des petits boulots, il décroche son premier rôle à l'écran dans Un prophète (2009), de Jacques Audiard.
En 2011, on le voit dans Les Géants de Bouli Lanners et La Source des femmes de Radu Mihaileanu, deux films présentés au festival de Cannes. Ces prestations lui permettent d'être remarqué dans le métier et d'enchaîner ensuite les rôles, avec une prédilection pour le cinéma d'auteur.
En 2012, le moyen métrage Marseille la nuit de Marie Monge, dont il tient le rôle principal, lui vaut des prix d’interprétation aux festivals d’Angers et Pantin.
Il joue par la suite dans Les Anarchistes d'Élie Wajeman, présenté à la Semaine de la critique au Festival de Cannes, et dans Sous X de Jean-Michel Correia. Toujours en 2015, il endosse le rôle principal dans Coup de chaud de Raphaël Jacoulot. Sa prestation lui vaut une prénomination au César du meilleur espoir et le prix d'interprétation masculine au Festival du film de Turin.
En 2016, il présente Voir du pays, des sœurs Coulin, au Festival de Cannes dans la section Un certain regard, et Réparer les vivants de Katell Quillévéré à la Mostra de Venise dans la section Orizzonti.
En 2018, il se fait connaître d'un plus grand public grâce à deux projets. Tout d'abord, il se voit attribuer le rôle principal du film Le monde est à toi, second long métrage de Romain Gavras. Le Figaro salue sa prestation dans ce long métrage et le présente comme un « jeune talent qui compte ». En novembre, il incarne l'un des quatre protagonistes de la nouvelle série télévisée Hippocrate de Thomas Lilti, centrée sur le parcours de jeunes internes parisiens en médecine. Il y a pour partenaires Louise Bourgoin, Alice Belaïdi et Zacharie Chasseriaud. Il est désigné meilleur acteur dans une série par l'Association des critiques de séries, en 2019, pour son rôle dans cette production de Canal+.
Cette même année, il présente deux films à la Quinzaine des réalisateurs, dont Le monde est à toi de Romain Gavras, pour lequel il reçoit, quelques mois plus tard, une nomination au César du meilleur espoir et le Swann d'or de la révélation masculine au Festival du film de Cabourg.
En 2021, il présente deux films au Festival de Cannes, BAC Nord de Cédric Jimenez et Un monde de Laura Wandel ; ce dernier remporte le prix de la critique internationale dans la section Un certain regard. Pour BAC Nord, il obtient une nomination au César du meilleur acteur dans un second rôle.
Au Festival de Cannes 2022, il présente Goutte d'or de Clément Cogitore  en séance spéciale à la Semaine de la critique. Il reçoit pour ce film le prix du meilleur acteur au Festival international de Hainan. Cette même année, il présente à la Mostra de Venise, dans la section Orizzonti, Pour la France de Rachid Hami, pour lequel il remporte, quelques mois plus tard, le prix du meilleur acteur au Festival du film de Sarlat.
Durant le Festival de Cannes 2023, il présente en séance spéciale à la Semaine de la critique le film de genre Vincent doit mourir de Stéphan Castang. Il remporte pour ce film le prix du meilleur acteur au Festival du film fantastique de Catalogne 2023.
Au Festival de Cannes 2024, il présente deux films, L'Amour ouf de Gilles Lellouche en compétition officielle et surtout le très remarqué Le Roman de Jim d'Arnaud et Jean-Marie Larrieu, dans lequel il a le rôle principal, dans la section Cannes Première et pour lequel il reçoit le César du meilleur acteur.

## Filmographie

### Cinéma

#### Longs métrages
- 2009 : Un prophète de Jacques Audiard : musulman dans le couloir
- 2009 : Commis d'office de Hannelore Cayre : Otmane, un prévenu
- 2010 : Le Nom des gens de Michel Leclerc : un ami lors du débat télé
- 2010 : Sans queue ni tête de Jeanne Labrune : Bruno
- 2011 : Les Hommes libres d'Ismaël Ferroukhi : le tribun du PPA
- 2011 : Les Géants de Bouli Lanners : Angel
- 2011 : La Source des femmes de Radu Mihaileanu : Karim
- 2013 : 11.6 de Philippe Godeau : Bruno Morales
- 2013 : Suzanne de Katell Quillévéré : Vincent dit "Vince"
- 2013 : Grand Central de Rebecca Zlotowski : le vendeur de voitures
- 2014 : Bébé tigre de Cyprien Vial : Frédéric
- 2014 : Sous X de Jean-Michel Correia : Lamo
- 2015 : Les Anarchistes d'Élie Wajeman : Marcel Deloche dit Biscuit
- 2015 : Coup de chaud de Raphaël Jacoulot : Joseph Bousou
- 2016 : Voir du pays de Muriel Coulin et Delphine Coulin : Max
- 2016 : Toril de Laurent Teyssier : Bruno
- 2016 : Réparer les vivants de Katell Quillévéré : Virgilio Breva
- 2016 : Orpheline d'Arnaud des Pallières : Antonio
- 2017 : Si tu voyais son cœur de Joan Chemla : Michel
- 2018 : Le Monde est à toi de Romain Gavras : François
- 2018 : Joueurs de Marie Monge : Nacim
- 2020 : BAC Nord de Cédric Jimenez : Yass
- 2021 : La Troisième Guerre de Giovanni Aloi : Hicham Bentoumi
- 2021 : Un monde de Laura Wandel : Finnigan
- 2022 : Goutte d'or de Clément Cogitore : Ramsès
- 2022 : C'est mon homme de Guillaume Bureau : l'homme
- 2022 : Pour la France de Rachid Hami : Ismaël Saïdi
- 2023 : Temps mort d'Ève Duchemin : Anthony Bonnard
- 2023 : Vincent doit mourir de Stéphan Castang : Vincent Borel
- 2024 : L'Amour ouf de Gilles Lellouche : Daniel
- 2024 : Le Roman de Jim d'Arnaud et Jean-Marie Larrieu : Aymeric
- 2025 : L'Accident de piano de Quentin Dupieux
- 2026 : De Gaulle d'Antonin Baudry

#### Courts et moyens métrages
- 2009 : Mia de Marie Monge
- 2011 : Scène de vestiaire de Frédéric Malègue : Luc
- 2012 : Marseille la nuit de Marie Monge : Teddy
- 2013 : Pour ton bien d'Ibtissem Guerda : Ali
- 2013 : Ce qui nous échappe de Pauline Laplace : Loulou

### Télévision

#### Téléfilms
- 2011 : Tata Bakhta de Merzak Allouache : Paul
- 2011 : Un, deux, trois, voleurs de Gilles Mimouni : Gérard
- 2012 : L'Affaire Gordji : Histoire d'une cohabitation de Guillaume Nicloux : Lotfi Ben Kallah

#### Séries télévisées
- 2015 : Panthers : Franck
- Depuis 2018 : Hippocrate : Arben Bascha

## Théâtre
- 2011 : La Troade[8] de Robert Garnier, mise en scène Valérie Dréville, ouverture du Festival d'Automne de Paris 2011, Théâtre de l'Aquarium

## Distinctions

### Récompenses
- Festival de Cannes 2011 : Talents Cannes Adami à l'occasion de la présentation des films Les Géants et La Source des femmes
- Festival Premiers Plans d'Angers 2013 : Prix d'interprétation masculine pour Marseille la nuit
- Festival Côté court de Pantin 2013 : Prix d'interprétation masculine pour Marseille la nuit
- Festival du film de Turin 2015 : Prix du meilleur acteur pour Coup de chaud
- Association des critiques de séries 2019 : Prix du meilleur acteur pour Hippocrate
- Festival du film de Cabourg 2019 : Swann d'or de la révélation masculine de l'année pour Le monde est à toi
- Festival international du film de Hainan 2022 : Prix du meilleur acteur pour Goutte d'or
- Festival du film de Sarlat 2022 : Prix du meilleur acteur pour Pour la France
- Festival du film fantastique de Catalogne 2023 : Prix du meilleur acteur pour Vincent doit mourir[9],[10]
- César 2025 : César du meilleur acteur pour Le Roman de Jim[11]

### Nominations
- César 2016 : présélection « Révélation » pour le César du meilleur espoir masculin pour Coup de chaud
- César 2019 : César du meilleur espoir masculin pour Le monde est à toi
- César 2022 : César du meilleur acteur dans un second rôle pour BAC Nord